# Korana
Korana – rzeka w Chorwacji i częściowo w zachodniej Bośni i Hercegowinie, prawy dopływ Kupy. Jej długość to 134 km, a powierzchnia jej dorzecza wynosi 2595 km².
Przepływa przez Kordun i Likę. Swe źródła ma u podnóża Malej Kapeli, a do Kupy uchodzi pod Karlovacem. Jej główne dopływy to: Mrežnica, Radonja i Slunjčica. W obrębie Jezior Plitwickich jej wody są spiętrzane przez wapienne progi rzeczne.